# WINTERS
WINTERS（ウィンタース）は、合資会社ウィンタースのアダルトゲームブランドである。

## 概要
WINTERSは、2001年3月30日のデビュー作『 KISS×100 GiriGiriな女達』から始まる『KISS×』シリーズで知られている。
多くの作品において、キスシーンやHシーンに力を入れている一方、強引なストーリー展開を見せることが多く、バカゲーのような珍妙な展開を好むファンもいる。
たとえば、2001年に発売された『こんなアタシでも…』では、誰とでも肉体関係を持ってしまうヒロイン・東雲真冬の極端な思考がプレイヤーの困惑を招いたほか、2003年に発売された『感覚の鋭い牙』は、主人公が地面に陰茎を挿す場面がインターネット上で話題となった。
また、作中では、キスや髪あるいは北方領土（千島列島）へのこだわりが見られる。
同人サークル「サロベツ銀河」でも活動している。

## 作品一覧
- 2001年3月30日 - KISS×100 GiriGiriな女達
- 2001年7月27日 - こんなアタシでも…
- 2001年12月20日 - ゴメンなさい…アタシのせいで
- 2002年4月26日 - KISS×200 とある分校の話
- 2002年10月4日 - こんな魔法少女…アタシはレミィ
- 2003年4月25日 - 感覚の鋭い牙
- 2004年5月28日 - KISS×300 こんな世界
- 2005年4月28日 - こんなアタシでゴメンなさい… 〜真冬外伝〜
- 2005年12月16日 - KISS×400 懐かしき日々の連続
- 2007年4月27日 - アンバランス 〜彼女の心は奪えない?〜
- 2008年7月25日 - KISS×500 KISS権、発動
- 2009年11月27日 - KISS×600 管理人さんのポニーテール
- 2011年5月27日 - KISS×700 KISS探偵
- 2012年8月24日 - KISS+100 KISS特区、始動せり
- 2013年3月22日 - KISS×800 KISSで学園崩壊? 放課後編
- 2013年6月14日 - KISS×800 KISSで学園崩壊? 02 屋上編
- 2014年5月30日 - 粘膜純愛 ～ KISS×900 管理人さんのポニーテールは、今日も黒かった
- 2015年8月28日 - KISS×1000 昔、KISS部というサークルがありました
- 2017年2月24日 - KISS×Ω（『KISS×』シリーズ10作品を一つにまとめた作品）